# 三輪芳朗
三輪 芳朗（みわ よしろう、1948年〈昭和23年〉 - ）は、日本の経済学者、大阪学院大学経済学部教授、東京大学名誉教授。経済学博士。専攻は産業組織論、規制、コーポレートガバナンス。

## 経歴
愛知県出身。愛知県立旭丘高等学校を経て、1970年、東京大学経済学部（小宮隆太郎ゼミ）卒業。同・大学院経済学研究科修士課程を修了後、1976年、同博士課程単位取得退学（1991年、経済学博士の学位取得、学位論文は「日本の企業と産業組織」）。
信州大学経済学部講師、助教授を経て、1986年、東京大学経済学部助教授、1989年、教授（1996年、大学院重点化により東京大学大学院経済学研究科教授）。2012年に定年退職後は大阪学院大学教授。
2007年に第23回大平正芳記念賞をJ・マーク・ラムザイヤーと受賞。
1995年から97年にかけ、行政改革委員会規制緩和小委員会で委員を務め、規制緩和と再販制度の廃止を主張し、日本新聞協会の渡邉恒雄と激しく対立。渡邉から鶴田俊正（専修大学教授）・金子晃（慶應義塾大学教授 ※当時）と共に国会で「三悪人」と糾弾される。
2016年9月16日付の発令で、山本幸三地方創生担当大臣の大臣補佐官に起用された。経済統計の見直しに関する重要政策を担当する。

## 著書

### 単著
- 『独禁法の経済学』日本経済新聞社〈経済学研究双書〉、1982年5月。ISBN 9784532074012。
- 『日本の企業と産業組織』東京大学出版会、1990年6月。ISBN 9784130410656。
- 『日本の取引慣行――流通と消費者の利益』有斐閣、1991年4月。ISBN 9784641065857。
- 『日本の株価の決まり方――四酔人株価問答』有斐閣、1991年8月。ISBN 9784641065949。
- 『金融行政改革 「役所ばなれ」のすすめ』日本経済新聞社、1993年3月。ISBN 9784532141875。
- Firms and industrial organization in Japan. Macmillan. (1996). ISBN 9780333621301
- 『規制緩和は悪夢ですか――「規制緩和すればいいってもんじゃない」と言いたいあなたに』東洋経済新報社、1997年11月。ISBN 9784492392621。
- 『政府の能力』有斐閣、1998年10月。ISBN 9784641160446。
- 『誰にも知られずに大経済オンチが治る』筑摩書房〈ちくま新書〉、2002年6月。ISBN 9784480059505。
- 『State competence and economic growth in Japan』RoutledgeCurzon、2004年。ISBN 9780415328753。
- 『計画的戦争準備・軍需動員・経済統制――続「政府の能力」』有斐閣、2008年3月。ISBN 9784641163133。
- Japan's economic planning and mobilization in wartime, 1930s-1940s : the competence of the state. Cambridge University Press. (2015). ISBN 9781107026506

### 共著
- 三輪芳朗、J・マーク・ラムザイヤー『日本経済論の誤解――「系列」の呪縛からの解放』東洋経済新報社、2001年9月。ISBN 9784492393505。
- 三輪芳朗、J・マーク・ラムザイヤー『産業政策論の誤解――高度成長の真実』東洋経済新報社、2002年12月。ISBN 9784492393987。
- Yoshiro Miwa; J. Mark Ramseyer (2006). The fable of the keiretsu : urban legends of the Japanese economy. University of Chicago Press. ISBN 9780226532707
- 三輪芳朗、J・マーク・ラムザイヤー『経済学の使い方――実証的日本経済論入門』日本評論社、2007年3月。ISBN 9784535555099。

### 共編
- 土屋守章・三輪芳朗 編『日本の中小企業』東京大学出版会〈東京大学産業経済研究叢書〉、1989年1月。ISBN 9784130410571。
- 西村清彦・三輪芳朗 編『日本の株価・地価――価格形成のメカニズム』東京大学出版会、1990年4月。ISBN 9784130401104。
- 三輪芳朗・西村清彦 編『日本の流通』東京大学出版会、1991年2月。ISBN 9784130401142。
- 三輪芳朗・神田秀樹・柳川範之 編『会社法の経済学』東京大学出版会、1998年11月。ISBN 9784130401630。
- 中兼和津次・三輪芳朗 編『市場の経済学』有斐閣、1999年6月。ISBN 9784641160620。
- Yoshiro Miwa, Kiyohiko G. Nishimura, J. Mark Ramseyer, ed (2002). Distribution in Japan. Oxford University Press. ISBN 9780199248902